# Johan Lombak
Johan Lombak (ur. 3 lipca 1897 w Fellinie, zm. 18 lutego 1982 w Tallinnie) – Estończyk, funkcjonariusz radzieckich organów bezpieczeństwa, wojskowy, generał major.

## Życiorys
W 1913 ukończył szkołę podstawową, od maja do września 1916 i od kwietnia do grudnia 1917 służył w rosyjskiej armii, pracował w drukarni, od grudnia 1917 do lutego 1920 pracował w radzie miejskiej Viljandi, od lutego 1920 do października 1921 oficer śledczy gubernialnej Czeki w Tomsku, od 1920 w RKP(b). Od października 1921 do października 1922 szef Wydziału Państwowej Ochrony Politycznej Republiki Dalekowschodniej, od października 1922 do sierpnia 1923 szef Oddziału Nadmorskiego Gubernialnego Oddziału GPU, od sierpnia do października 1923 tymczasowy p.o. szefa, a od października 1923 do lutego 1926 szef Gubernialnego Oddziału GPU na Kamczatce. Od lutego do listopada 1926 szef Okręgowego Oddziału GPU na Kamczatce, później szef pogranicznych oddziałów OGPU - kolejno 54, 53 i 56. Od grudnia 1927 do czerwca 1928 słuchacz Wyższej Szkoły Pogranicznej OGPU, od grudnia 1931 do lutego 1932 szef działu pogranicznej ochrony i wojsk Pełnomocnego Przedstawicielstwa OGPU na Krymie, od lutego 1932 do kwietnia 1934 szef inspekcji pogranicznej ochrony i wojsk tego przedstawicielstwa. Od kwietnia 1934 do maja 1936 szef Wydziału Operacyjnego Zarządu Wojsk GPU Pełnomocnego Przedstawicielstwa OGPU w obwodzie swierdłowskim/Zarządu Ochrony Wewnętrznej Zarządu NKWD obwodu swierdłowskiego, 23 grudnia 1935 mianowany pułkownikiem. Od maja 1936 do kwietnia 1937 szef sztabu Zarządu Ochrony Wewnętrznej Zarządu NKWD obwodu swierdłowskiego, od kwietnia do sierpnia 1937 szef sztabu Wojsk Ochrony Wewnętrznej obwodu uralskiego, od sierpnia 1937 do lutego 1938 szef 60 Kamczackiego Pogranicznego Oddziału NKWD, od listopada 1937 do marca 1938 szef Zarządu NKWD obwodu kamczackiego. Od maja 1938 do lipca 1941 pomocnik dyrektora fabryki traktorów w Saratowie, od lipca 1941 do października 1942 intendent 31 Zachodniej Brygady Piechoty, dowódca 917 pułku piechoty 249 Estońskiej Dywizji Piechoty, od grudnia 1941 do maja 1942 słuchacz kursów dowódców pułków przy Akademii Wojskowej im. M. Frunzego. Od października do grudnia 1942 zastępca dowódcy 249 Estońskiej Dywizji Piechoty ds. politycznych, a od grudnia 1942 do kwietnia 1945 dowódca tej dywizji, 18 maja 1943 mianowany generałem majorem. Od kwietnia 1945 do lutego 1946 studiował w Wojskowej Akademii Sztabu Generalnego Sił Zbrojnych ZSRR im. K. Woroszyłowa w Moskwie, od lutego 1946 do marca 1947 dowódca 118 Tallińskiej Dywizji Piechoty, od marca 1947 do lutego 1948 zastępca dowódcy 22 Dywizji Karabinowo-Artyleryjskiej, od lutego do kwietnia 1948 zastępca komisarza wojskowego, a od kwietnia 1948 do kwietnia 1951 komisarz wojskowy Estońskiej SRR. Od kwietnia 1951 do czerwca 1953 minister spraw wewnętrznych Estońskiej SRR, od czerwca do 2 czerwca 1953 zarządzający sprawami Rady Ministrów Estońskiej SRR, od 2 września 1953 do października 1959 ponownie minister spraw wewnętrznych Estońskiej SRR, następnie na emeryturze.

## Odznaczenia
- Order Lenina (dwukrotnie)
- Order Czerwonego Sztandaru (czterokrotnie)
- Order Czerwonej Gwiazdy (dwukrotnie - pierwszy raz 14 lutego 1936)

I 9 medali.